# 郭天信 (棒球運動員)
郭天信（2000年4月15日—）為出身於台灣台南市的棒球選手，目前效力於中華職棒味全龍，守備位置為外野手。

## 生平
郭天信從小跟著父親打壘球，至小學三年級加入棒球隊。於南英商工就讀期間，不僅曾於高三任隊長，更在高二、高三連續兩年入選U-18世界盃國手。高中畢業前曾有大聯盟球隊接觸，卻因錯過國際球員註冊時間，因此不符簽約資格而無緣旅美，故畢業後選擇進入文化大學繼續磨練。大學磨練一年後決心投入2019年季中選秀會，被味全龍以第三輪（全選秀會第18順位）選進，並以300萬元簽約金達成共識。
在學生時期內、外野兼修的郭天信，進入職棒後專注外野。2021年隨著球隊重返職棒首登一軍，經過適應後，不僅在外野守備有精湛演出，更於疫情復賽後開始發揮打擊實力，目前是球隊不可或缺的外野手。
2024年08月07日，郭天信因出入爭議場所，與同屬味全龍隊的張政禹、富邦悍將的曾峻岳3人均被球團處以扣薪、下二軍禁賽處分。中華職棒聯盟則公布懲處，3人均禁賽7場、罰款7萬元。

## 經歷
- 台南市歸仁區歸南國小少棒隊
- 台南市歸仁國中青少棒隊
- 台南市南英商工青棒隊
- 中國文化大學（美孚巨人）棒球隊
- 中華職棒味全龍（2019年8月29日－）

## 職棒生涯成績

### 中華職棒
- (粗黑體字為該年度最佳或最高成績）

| 年度 | 球隊   | 出賽 | 打數 | 安打 | 全壘打 | 打點 | 得分 | 盜壘 | 四死 | 被三振 | 壘打數 | 雙殺打 | 打擊率 | 上壘率 | 長打率 | 整體攻擊指數 |
| ---- | ------ | ---- | ---- | ---- | ------ | ---- | ---- | ---- | ---- | ------ | ------ | ------ | ------ | ------ | ------ | ------------ |
| 2021 | 味全龍 | 112  | 406  | 125  | 5      | 36   | 46   | 22   | 26   | 51     | 156    | 7      | 0.308  | 0.345  | 0.384  | 0.729        |
| 2022 | 味全龍 | 110  | 458  | 138  | 2      | 32   | 60   | 25   | 21   | 43     | 164    | 11     | 0.301  | 0.330  | 0.358  | 0.688        |
| 2023 | 味全龍 | 119  | 454  | 112  | 3      | 48   | 57   | 10   | 35   | 62     | 143    | 4      | 0.247  | 0.296  | 0.315  | 0.611        |
| 2024 | 味全龍 | 103  | 393  | 108  | 1      | 30   | 51   | 9    | 25   | 32     | 140    | 10     | 0.275  | 0.315  | 0.356  | 0.671        |
| 合計 | 4年    | 444  | 1711 | 483  | 11     | 146  | 214  | 66   | 107  | 188    | 603    | 32     | 0.282  | 0.321  | 0.352  | 0.673        |

## 特殊事蹟
- 2021年3月19日於洲際棒球場面對中信兄弟隊，對戰先發投手德保拉(José De Paula)擊出一壘安打為生涯首安[5]。
- 2021年5月6日於澄清湖棒球場對戰統一7-ELEVEn獅隊，九局下面對陳韻文第一球就擊出生涯首支全壘打，並由這支全壘打開啟三分大局，最後由林旺衛擊出再見安打作結，使球隊取得對統一7-ELEVEn獅隊的首勝[6]。
- 2021年8月15日於天母棒球場面對中信兄弟隊，對戰先發投手鄭凱文擊出生涯首支首局首打席全壘打。
- 2021年8月26日於桃園國際棒球場面對樂天桃猿隊，於朱育賢擊出中外野方向深遠飛球時爬在護墊上跳起，將球接進手套，讓裁判第一時間判定接殺出局，但經由電視輔助判決後，發現球先打在轉播台的鐵柱上後，才反彈進手套中，因此改判為全壘打。這次「偽美技」雖被改判，但仍獲得教練的肯定[7]。

## 外部連結
- 郭天信在台灣棒球維基館上的頁面（繁體中文）
- 郭天信在中華職棒官網
- 郭天信在Baseball-Reference.com（小聯盟以及海外聯盟）（英语）